# Вила Ла Ротонда
Ла Ротонда е вила близо до Виченца в Северна Италия. Всъщност, истинското наименование на вилата е: Вила Алмерико Капра Валмарана (на италиански: Villa Almerico Capra Valmarana; или накратко Вила Капра (Villa Capra)), но поради заоблената си форма в тип ротонда е известна под името Ла Ротонда или Вила Ротонда. Тя е проектирана от италианския архитект на Ренесанса – Андреа Паладио. Вилата е планирана и построена около 1567 – 1571 г.. Строежът е поръчан от епископ Паоло Алмерико, висш служител на папа Пий IV. Вилата е включена в списъка на ЮНЕСКО като световно културно наследство през 1994 г. заедно със стария град на Виченца и други паладийски вили.

## Местоположение и околна среда
Вилата е разположена на хълм в югоизточната покрайнина на гр. Виченца. Оттук има прекрасна гледка към венецианския ландшафт във всички четирите посоки.
| „ | Мястото е едно от-най изящните и приятни, които човек може да срещне. Къщата е разположена върху лесно достъпен хълм, който от едната страна е ограден от Баккильоне, една плавателна река, а от другата страна е заобиколена от прекрасни хълмове, които въздействат като че ли са един голям театър. | “ |
| Андреа Паладио в своя известен труд: „Четири книги за архитектурата“ (Quattro Libri di Architettura) | |   |

| „                                                                                   | Днес посетих великолепната къща, наречена Ротонда, на половин час от града, разположена на приятна височина. Това е четириъгълна сграда, която помества в себе си кръгла зала, осветена отгоре. От четирите страни може да се изкачваш нагоре по широки стълбища и всеки път попадаш в едно преддверие, което е сформирано от шест коринтски колони. Може би архитектурата никога не е издигала лукса си по-нависоко. Пространството, което се заема от стълбите и вестибюлите, е много по-голямо от това на самата къща; тъй като всяка отделна страна би задоволила човек като гледка на храм. Вътре може да се нарече обитаема, но не уютна. Залата е с най-красивите пропорции, стаите също; но едва ли биха били достатъчни за нуждите на едно знатно семейство по време на летен престой. Но пък затова може да се види в цялата област от всички страни, как величествено се извисява. Разнообразието е голямо, как основната ѝ маса се движи едновременно с изпъкналите колони пред очите на блуждаещите, а намерението на собственика е напълно постигнато – да остави след себе си голям наследствен имот и в същото време сетивен паметник на възможностите си. му. И тъй като сградата сега се вижда в своето величие от всички точки в околността, така и гледката от нея е също най-приятната. Човек вижда как Бакильоне тече, кораби, плаващи надолу от Верона към Брента; при това човек има гледка над обширните владения, които Маркиз Капра е искал да остави неразпокъсани в ръцете на семейството си. | “ |
| Гьоте: „Пътешествие в Италия“, глава IX, 21-ви септември, надвечер, Мюнхен, 1786 г. | |   |

Диагоналите и ъглите на вилата са подравнени с четирите посоки на света, като ъгълът отляво на входа сочи на север.

## Функция
По време на Ренесанса се преоткрива красотата на ландшафта и „простия живот“ на село като допълнение към градския живот. Вилата не е била замислена като селскостопанска сграда или чисто жилищна сграда. Тя е била място за разсейване, отпочиване и духовно извисяване, особено през летните месеци. Всички стопански помещения (винарска изба, кухня и др.) са се намирали в подземния етаж, а белетажът (piano nobile) – т. е. най-красивия и представително обзаведен етаж – бил оставен за ползване като „къща за отдих“. Може да се предположи, че тук са се провеждали фестивали и културни събития от всякакъв вид. Много по-важно от практическото използване на къщата вероятно е създаването на идеална сграда, чиято естетика се стреми да съответства на древните модели.
Аристократичният род Капра купува вилата през 1591 г., а семейство Валмарана през 1911 г., която я отваря за обществеността през 1986 г. Днес Вила Ротонда е музей.

## Архитектура
Паладио е изучавал задълбочено древноримската архитектура. Неговите скици на храмовете Ромул и Веста, но също така и на Пантеона, със сигурност са били ярки образци за неговия дизайн на вилата. Ротондата с поставен въз нея купол като центрично помещение сочи за заимстване от римските кръгли храмове като Пантеона. Планът на пода се базира на основните форми – квадрат и кръг – и има формата на гръцки кръст. Кубовидната постройка е облицована от четирите страни с една и съща отворена фасада: класически портик, съставен от шест йонийски колони, увенчани с триъгълен фронтон. Широко стълбище води от парка до белетажа. Оттам се стига до Sala centrale – централната куполна зала. Нейният помпозен декор с щукатура и стенописи от 1590-те години не отговаря на намеренията на Паладио.

Вилата е разделена на три етажа: подземен етаж със стопански помещения, белетаж с представителни помещения, и над него мецанин, на който са разположени ежедневните жилищни помещения, който вероятно е добавен към скицата на сградата по желание на поръчителя и е завършен едва под Винченцо Скамоци.
| „ | Тъй като от всяка страна можеш да се насладиш на прекрасните гледки, някои от които улавят околността, други стигат по-далеч, а трети завършват чак на хоризонта, на всички четири страни са изградени лоджии, под които, така както и под основната зала, са разположени помещенията за нуждите и удобството на прислугата. Главната зала е разположена в средата, кръгла е и се сдобива със светлина от горе. Хранилищата са полуетажи. Над големите помещения, чиито сводове са високи колкото първообразните сводове и които обграждат главната зала, се намира една галерия, широка петнадесет и половина футa. На външните краища на пиедесталите, които поддържат стълбите на лоджиите, са поставени мраморни статуи от ръката на скулптора Лоренцо Виченто. | “ |
| Андреа Паладио в своя известен труд: „Четири книги за архитектурата“ (Quattro Libri di Architettura) | |   |

Статуите в стълбищата са от Лоренцо Рубини (преди 1570 г.), статуите върху портика и покривите от Джамбатиста Албанезе (1599 – 1606 г.). В градинска ниша е скулптурната група от Оразио Мариналис „Херкулес с козата Амалтея“, намекваща за името на поръчителя на сградата – Капра (на български: коза).

## Препратки в по-нататъшната архитектурна история
- Вила Рока Пизана в Лониго (Италия), от Виченцо Скамоци, 1576 г.
- Замъкът Мереуърт край Мереуърт (Англия, графство Кент), от Колен Кембъл, от 1723 г.
- Чизик хаус в Лондон (Англия), от Ричард Бойл, 1720 – 30 г.
- Имението Монтичело близо до Шарлотсвил (САЩ, Вирджиния), от Томас Джеферсън, от 1768 г.
- Ротонда де ла Вилет в Париж (Франция), от Клод-Никола Леду, 1786 – 88 г.
- Гробищен параклис на връх Вюртемберг в Щутгарт (Германия), от Джовани Салучи, 1820 – 24 г.
- Ловен дворец Плате близо до Висбаден (Германия), от Фридрих Лудвиг Шрумпф, 1823 – 1826 г.
- Вила Роза в Дрезден (Германия), от Готфрид Земпер, 1839 г.
- Салон на изкуствата в Хамбург (Германия), от Освалд Матиас Унгерс, 1993 – 97 г.